# Andrea Palma (actriz)
Guadalupe Bracho Pérez Gavilán (Durango, Durango, 16 de abril de 1903-Ciudad de México, 11 de noviembre de 1987), conocida como Andrea Palma, fue una actriz mexicana. 
Entre sus trabajos más destacados se encuentra su participación en las películas; La mujer del puerto (1934), La casa de la zorra (1935), Distinto amanecer (1943), Aventurera (1950), y Ensayo de un crimen (1955).

## Biografía y carrera

### 1903-1920: primeros años
Guadalupe Bracho Pérez Gavilán nació el 16 de abril de 1903 Durango, Durango, siendo hija de Julio Bracho Zuloaga, un hacendado y propietario de una industria textil, y de Luz Pérez Gavilán. Mostró interés por la vida artística desde su infancia e incluso sus juegos infantiles, que compartió con su prima Dolores Asúnsolo, quien más tarde se convirtió en Dolores del Río, giraban en torno a espectáculos imaginarios. En 1913, después de que perdió sus posesiones a causa de la Revolución Mexicana, decidió mudarse con su familia a Ciudad de México, donde vivieron una época económica precaria. Comenzó a interesarse en el teatro durante sus años de escuela y además le gustaba diseñar el vestuario de las representaciones escolares. Fue también por esta época donde vio por primera vez una película muda estadounidense, experiencia que la dejó deslumbrada. Un poco más adelante, por invitación de su primo, el actor Ramón Novarro, pasó una temporada en Hollywood. Regresó a México unos meses después sin haber conocido ningún estudio de cine, ya que su padre, a quien le desagradaba su interés por el cine, se lo prohibió expresamente.

### 1920-1934: inicios artísticos
A su vuelta de Hollywood comenzó a trabajar en la tienda La Ciudad de Londres. A principios de los años veinte, se desempeñó como artesana de sombreros para apoyar la economía familiar, y estableció un negocio llamado «Casa Andrea» —de donde posteriormente tomó su nombre artístico, añadiéndole el apellido de una de sus clientes, la elegante Sra. Palma—. Se hace conocida en el mundo teatral, teniendo su primera oportunidad reemplazando a su amiga Isabela Corona cuando tuvo familia.
Cierra su negocio y se une a una compañía de teatro, viajando a Estados Unidos, donde permanece hasta los años treinta, ayudada por un joven y seductor Cecil Kellaway, haciendo pequeños roles en los filmes de su prima Dolores del Río y Ramón Novarro y como consultora de moda y de maquillaje de Marlene Dietrich, cuando la diva germana arriba a Hollywood. 

### 1934-1955: éxito inicial y consagración

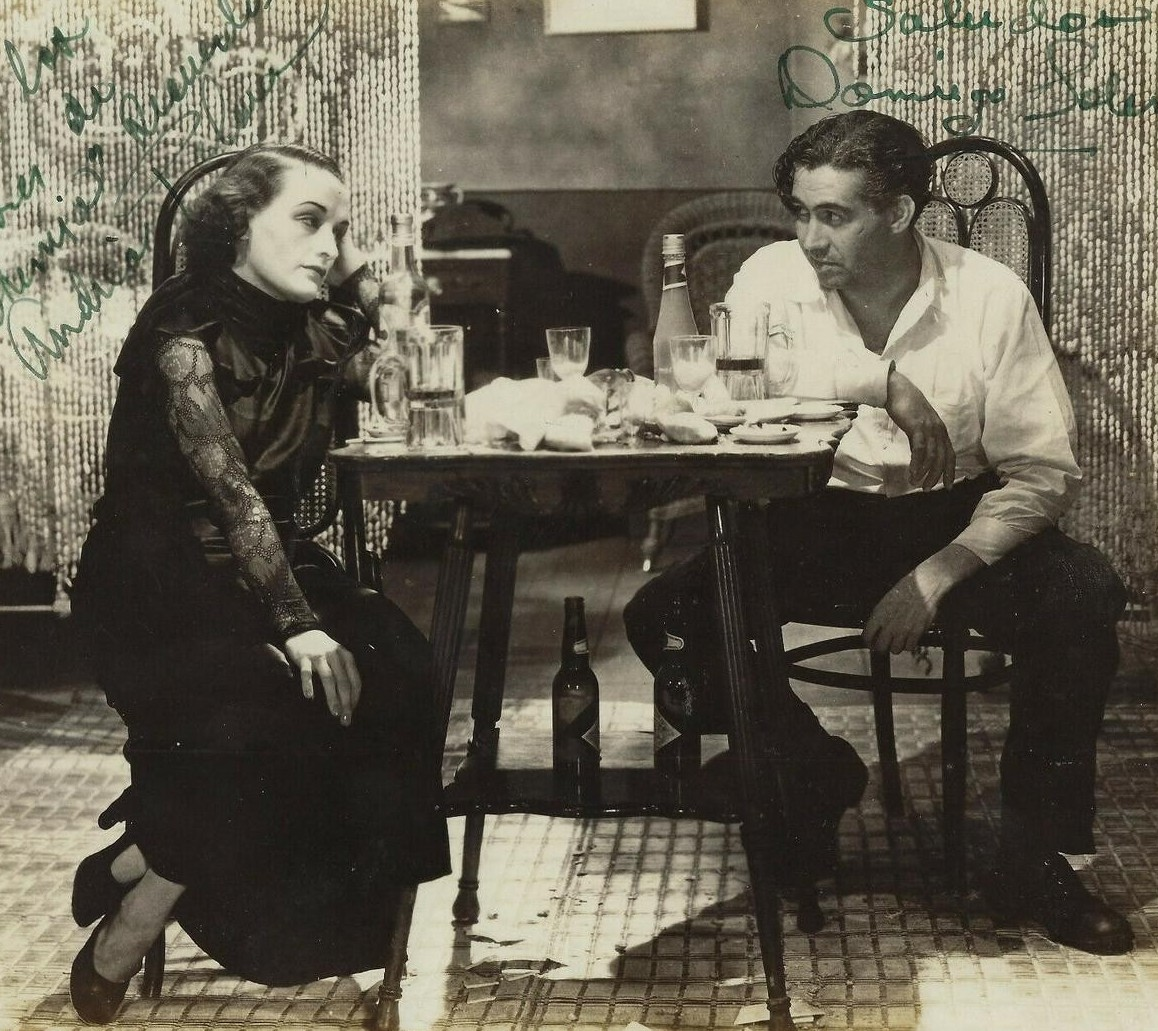
Palma con Domingo Soler en La mujer del puerto (1934).

Al final es convocada a México y se le ofrece la parte de Rosario, siendo la Dietrich la que le inspiró en crear su carácter. Rosario, lánguida, estilizada y delgadísima se movía en un ambiente de marineros borrachos y de prostitutas. La mujer del puerto (1934) fue un éxito instantáneo y Andrea Palma pasó a superestrella, prácticamente de la nada. En los siguientes exitosos años, fue muy solicitada, su siguiente película fue completamente opuesta a Rosario, realizando un estupendo papel de la famosa poetisa del siglo XVII: Sor Juana Inés de la Cruz. En 1943, fue dirigida por su hermano Julio Bracho en Distinto amanecer. Después del lanzamiento de Tarzan and the Mermaids en 1948, viajó a España para desempeñar un papel, y durante su estancia, conoció al actor Enrique Díaz Indiano, quien se convirtió en su primer y único esposo. 
En los años cincuenta, participó en películas como Aventurera (1950), Sensualidad (1951), y Ensayo de un crimen (1955).

### 1955-1979: trabajos posteriores
Aunque siguió trabajando en películas mexicanas hasta los 70s, Andrea Palma se concentró en la televisión y en el teatro desde fines de los años 1950, incluyendo su aparición semanal como presentadora de la serie La novela semanal, basada en clásicos de la literatura, hasta su retiro en 1979. Su último papel fue junto a Diana Bracho en la telenovela Ángel Guerra (1979).

## Muerte
El 11 de noviembre de 1987, Palma falleció a los 84 años de edad en Ciudad de México, a causa de un desequilibrio hidroelectrolítico, insuficiencia renal, y una protrusión abdominal. Su cuerpo fue cremado en el Panteón Civil de Dolores, ubicado en la misma Ciudad. El paradero final de sus cenizas es desconocido.

## Filmografía

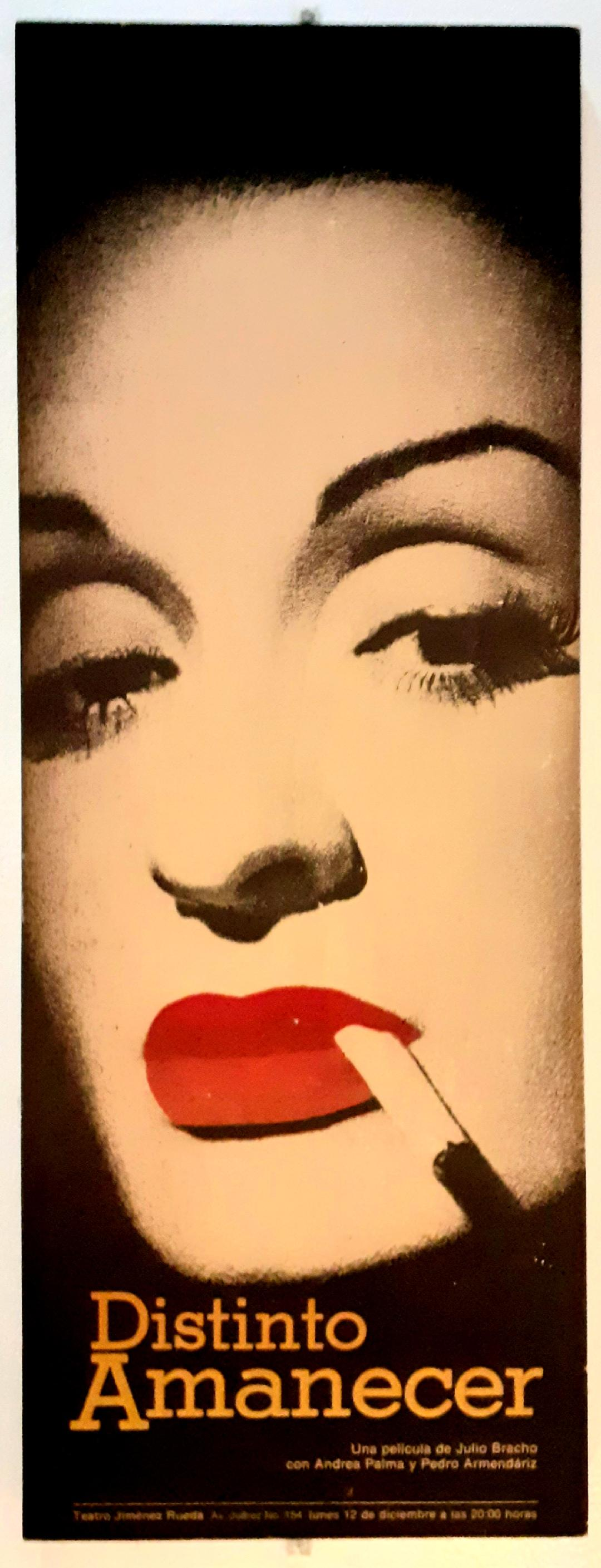
Rostro de Palma en un póster de la película Distinto amanecer (1943).

### Cine
- Girl of the Río (1930)
- La Venus rubia (1932)
- La mujer del puerto (1934)
- Sor Juana Inés de la Cruz (1934)
- El Primo Basilio (1935)
- Ave sin rumbo (1936)
- Amapola del camino (1937)
- La Inmaculada (1939)
- Desalmada (1940)
- Distinto amanecer (1943)
- El rosario (1944)
- La casa de la zorra (1945)
- Los buitres sobre el tejado (1946)
- Bel Ami (1947)
- Tarzan and the Mermaids (1948)
- Aventurera (1949) .... Rosaura
- Por la puerta falsa (1950)
- Sensualidad (1951)
- Mujeres sin mañana (1951)
- La mentira (1952)
- Padre nuestro (1953)
- La muerte es mi pareja (1953)
- Eugenia Grandet (1953)
- Ángeles de la calle (1953) .... Regla
- Llévame en tus brazos (1954)
- Ensayo de un crimen (1955)
- La mujer que no tuvo infancia (1957)
- Miércoles de Ceniza  (1958)
- ¿Adónde van nuestros hijos? (1958)
- El cielo y la tierra (1962)
- El proceso de Cristo (1966)
- El barón Brokola (1967)
- En busca de un muro (1974)

### Televisión
.   Los Angeles de la calle (1952)
- Mi esposa se divorcia (1959)
- Teresa (1959)
- Espejo de sombras (1960)
- Janina (1962)
- La familia Miau (1963)
- La piel de zapa (1964)
- Juicio de almas (1964)
- Puente de cristal (1965)
- El rabo verde (1970)
- Lucía Sombra (1971)
- Muñeca (1973)
- Mundo de juguete (1974)
- Pobre Clara (1975)
- Pasiones encendidas (1978)
- Ángel Guerra (1979)